# جون روجيرو
جون روجيرو (بالإنجليزية: John Ruggiero)‏ هو لاعب كرة قدم بريطاني في مركز الهجوم، ولد في 26 نوفمبر 1954 في ستوك أون ترينت في المملكة المتحدة. لعب مع برايتون أند هوف ألبيون وستوك سيتي ونادي بورتسموث ونادي تشستر سيتي ونادي تلفورد يونايتد ونادي ووركينغتون.